# Euharlee
Euharlee è un comune degli USA, nella Contea di Bartow, nello Stato della Georgia.
Posta a nord di Atlanta conta 4 094 abitanti (2007). Copre un'area di 12,3 km², per lo più rurale.

## Storia
Dopo essere stata fondata 1840 come Burges Mill, nel 1852 diventa Euharlee il quale deriva dal nome Eufaula che in Cherokee significa "colei che ride mentre corre".
Avendo preservato l'aspetto originale, offre tra le attrattive principali il Covered Bridge, uno dei ponti coperti più antichi in Georgia. Gli edifici circostanti al ponte presentano l'aspetto originale ma sono stati riadattati all'interno e ospitano la biblioteca locale, il commissariato ed un centro per il turismo.